# Paratachys ventricosus
Paratachys ventricosus är en skalbaggsart som beskrevs av Leconte 1863. Paratachys ventricosus ingår i släktet Paratachys och familjen jordlöpare. Inga underarter finns listade i Catalogue of Life.